# Spice (Album)
Spice (englisch für ‚Gewürz‘) ist das mit Mehrfach-Platin ausgezeichnete Debütalbum der britischen Pop-Band Spice Girls, das am 4. November 1996 veröffentlicht wurde. Es erschien unter dem Label Virgin und ist der Musikrichtung Pop und Dance zugeschrieben. Es beinhaltet die Single Wannabe und wurde über 23 Millionen Mal verkauft. Damit gehört es zu den weltweit meistverkauften Musikalben.

## Entstehungsgeschichte
Von September 1995 bis zum Sommer 1996 schrieben und nahmen die Spice Girls Songs für ihr Debütalbum auf, während sie die Westküste der USA umfassend bereisten, wo sie ein Aufnahme-Vertrag mit Windswept Pacific unterzeichnet hatten. Bei jedem der zehn Stücke haben die Spice Girls ihren Beitrag zu den Texten als auch zur Musik geleistet. Dieser fiel aber wohl sehr gering aus. Sie engagierten Simon Fuller, Chef von 19 Entertainment, der ihnen Texter und Songwriter zur Seite stellte.

## Titelliste
| #   | Titel                    | Dauer |
| --- | ------------------------ | ----- |
| 1.  | Wannabe                  | 2:52  |
| 2.  | Say You’ll Be There      | 3:56  |
| 3.  | 2 Become 1               | 4:00  |
| 4.  | Love Thing               | 3:37  |
| 5.  | Last Time Lover          | 4:11  |
| 6.  | Mama                     | 5:03  |
| 7.  | Who Do You Think You Are | 3:59  |
| 8.  | Something Kinda Funny    | 4:02  |
| 9.  | Naked                    | 4:26  |
| 10. | If U Can’t Dance         | 3:50  |

In einigen Spanisch sprechenden Regionen wurde Seremos Uno los Dos (2 Become 1-Spanish-Version) als elfter Track veröffentlicht.

## Singleauskopplungen
| Jahr | Titel                           | Höchstplatzierung, Gesamtwochen, AuszeichnungChartplatzierungen (Jahr, Titel, , Platzierungen, Wochen, Auszeichnungen, Anmerkungen) | Höchstplatzierung, Gesamtwochen, AuszeichnungChartplatzierungen (Jahr, Titel, , Platzierungen, Wochen, Auszeichnungen, Anmerkungen) | Höchstplatzierung, Gesamtwochen, AuszeichnungChartplatzierungen (Jahr, Titel, , Platzierungen, Wochen, Auszeichnungen, Anmerkungen) | Höchstplatzierung, Gesamtwochen, AuszeichnungChartplatzierungen (Jahr, Titel, , Platzierungen, Wochen, Auszeichnungen, Anmerkungen) | Höchstplatzierung, Gesamtwochen, AuszeichnungChartplatzierungen (Jahr, Titel, , Platzierungen, Wochen, Auszeichnungen, Anmerkungen) | Anmerkungen                                                   |
| Jahr | Titel                           | DE | AT | CH | UK | US | Anmerkungen                                                   |
| ---- | ------------------------------- | --- | --- | --- | --- | --- | ------------------------------------------------------------- |
| 1996 | Wannabe                         | DE1 (22 Wo.)DE | AT2 (15 Wo.)AT | CH1 (24 Wo.)CH | UK1 (26 Wo.)UK | US1 (23 Wo.)US | Erstveröffentlichung: 26. Juni 1996 Verkäufe: + 7.000.000     |
| 1996 | Say You’ll Be There             | DE16 (14 Wo.)DE | AT7 (12 Wo.)AT | CH4 (14 Wo.)CH | UK1 (17 Wo.)UK | US3 (20 Wo.)US | Erstveröffentlichung: 14. Oktober 1996 Verkäufe: + 2.030.000  |
| 1996 | 2 Become 1                      | DE13 (17 Wo.)DE | AT9 (13 Wo.)AT | CH10 (16 Wo.)CH | UK1 (23 Wo.)UK | US4 (24 Wo.)US | Erstveröffentlichung: 16. Dezember 1996 Verkäufe: + 2.110.000 |
| 1997 | Mama / Who Do You Think You Are | DE4 (17 Wo.)DE | AT1 (15 Wo.)AT | CH6 (16 Wo.)CH | UK1 (15 Wo.)UK | — | Erstveröffentlichung: 3. März 1997 Verkäufe: + 1.256.000      |

## Rezeption

### Kritiken
Das Album wurde von der Kritik mit gemischten Gefühlen aufgenommen. Musikmagazine bezeichneten Musik und Stil als belanglose Popmusik und übten Kritik am naiven „Girl-Power“-Image der Band. Über das Image, Ausstrahlung und die eingängige Musik, nicht zuletzt durch die Medienkampagne wurden die Spice Girls zu Stars, die von der Teenie-Presse wie der Bravo gefeiert wurden.

„Wannabe ist die Girlpower-Hymne der 90er Jahre geworden und machte die Spice Girls fast über Nacht weltweit zu Superstars und zu Vorbildern einer ganzen Generation junger Mädchen. Der quirlige Dance-Pop der fünf Girls aus England ist kraftvoll, sexy und witzig. Die gute Laune von Emma, Mel C, Victoria, Mel B und Geri steckt an. Mit einer gehörigen Portion Selbstbewußtsein zeigen die Spice Girls den Jungs, wo’s langgeht. Dabei ist es nicht nur die Musik, mit der die Spice Girls zu überzeugen wissen: Es ist das Selbstverständnis, mit dem die fünf auftreten und Parolen wie Future Is Female oder It’s Girl’s World verkünden. Spätestens mit der Single 2 Become 1 zeigen die Mädchen, daß sie mehr können als nur gute Laune machen: Die Ballade ist eine reife Leistung, mit der die Spice Girls sich aus der Teenie-Pop-Ecke katapultieren, um auch von seriösen Kritikern ernst genommen zu werden. Wer auf den optischen Genuß der fünf Spicies nicht verzichten möchte, sollte sich Spiceworld – Der Film ansehen. Der Film featured einige Songs von Spice.“

Der Musikkritiker Stephen Thomas Erlewine merkt an: 

„[…] it is still irresistible, immaculately crafted pop that gets by on the skills of the producer and the charisma of the five Spices. […] it sounds good while it's on, which is the key to a good dance-pop record.“

### Chartplatzierungen
| ChartsChartplatzierungen       | Höchstplatzierung | Wochen |
| ------------------------------ | ----------------- | ------ |
| Deutschland (GfK)              | 6 (46 Wo.)        | 46     |
| Österreich (Ö3)                | 1 (34 Wo.)        | 34     |
| Schweiz (IFPI)                 | 5 (47 Wo.)        | 47     |
| Vereinigte Staaten (Billboard) | 1 (105 Wo.)       | 105    |
| Vereinigtes Königreich (OCC)   | 1 (95 Wo.)        | 95     |

| ChartsJahrescharts (1997) | Platzierung |
| ------------------------- | ----------- |
| Deutschland (GfK)         | 15          |
| Österreich (Ö3)           | 8           |
| Schweiz (IFPI)            | 4           |

### Auszeichnungen für Musikverkäufe
In Europa wurde es das meistverkaufte Album im Jahr 1997 und wurde mit Achtfachem Platin von der IFPI für Verkäufe von über 8 Millionen Kopien ausgezeichnet. Auch in den USA wurde Spice das meistverkaufte Album 1997, dort erhielt es von der RIAA 7 × Platin (für Verkäufe von über 7 Millionen Kopien).
| Land/Region                  | Auszeichnungen für Musikverkäufe (Land/Region, Auszeichnung, Verkäufe) | Verkäufe    |
| ---------------------------- | ---------------------------------------------------------------------- | ----------- |
| Argentinien (CAPIF)          | Platin                                                                 | 60.000      |
| Australien (ARIA)            | 6× Platin                                                              | 420.000     |
| Belgien (BRMA)               | 3× Platin                                                              | (150.000)   |
| Brasilien (PMB)              | 2× Platin                                                              | 500.000     |
| Chile (IFPI)                 | 2× Platin                                                              | 50.000      |
| Dänemark (IFPI)              | 6× Platin                                                              | (120.000)   |
| Deutschland (BVMI)           | 3× Gold                                                                | (750.000)   |
| Europa (IFPI)                | 8× Platin                                                              | 8.000.000   |
| Finnland (IFPI)              | Platin                                                                 | (76.375)    |
| Frankreich (SNEP)            | Diamant                                                                | (1.000.000) |
| Hongkong (IFPI/HKRIA)        | 2× Platin                                                              | 40.000      |
| Indien (IMI)                 | Platin                                                                 | 50.000      |
| Indonesien (ASIRI)           | Platin                                                                 | 50.000      |
| Irland (IRMA)                | 9× Platin                                                              | (135.000)   |
| Island (IFPI)                | Gold                                                                   | (5.000)     |
| Israel (IFPI)                | Platin                                                                 | 40.000      |
| Italien (FIMI)               | 5× Platin                                                              | (500.000)   |
| Japan (RIAJ)                 | 4× Platin                                                              | 800.000     |
| Kanada (MC)                  | Diamant                                                                | 1.000.000   |
| Kolumbien (ASINCOL)          | Platin                                                                 | 50.000      |
| Malaysia (RIM)               | 3× Platin                                                              | 150.000     |
| Mexiko (AMPROFON)            | Platin                                                                 | 250.000     |
| Neuseeland (RMNZ)            | 9× Platin                                                              | 135.000     |
| Niederlande (NVPI)           | 3× Platin                                                              | (300.000)   |
| Norwegen (IFPI)              | 2× Platin                                                              | (100.000)   |
| Österreich (IFPI)            | Platin                                                                 | (50.000)    |
| Philippinen (PARI)           | 4× Platin                                                              | 160.000     |
| Polen (ZPAV)                 | 2× Platin                                                              | (200.000)   |
| Portugal (AFP)               | 2× Platin                                                              | (80.000)    |
| Schweden (IFPI)              | 2× Platin                                                              | (160.000)   |
| Schweiz (IFPI)               | 2× Platin                                                              | (100.000)   |
| Singapur (RIAS)              | 4× Platin                                                              | 60.000      |
| Spanien (Promusicae)         | 10× Platin                                                             | (1.000.000) |
| Südafrika (RISA)             | Platin                                                                 | 50.000      |
| Südkorea (KMCA)              | 2× Platin                                                              | 60.000      |
| Taiwan (RIT)                 | 4× Platin                                                              | 200.000     |
| Thailand (TECA)              | 4× Platin                                                              | 200.000     |
| Tschechien (IFPI)            | Platin                                                                 | (50.000)    |
| Türkei (Mü-YAP)              | Platin                                                                 | (40.000)    |
| Ungarn (MAHASZ)              | Gold                                                                   | (50.000)    |
| Venezuela (APFV)             | Platin                                                                 | 20.000      |
| Vereinigte Staaten (RIAA)    | 7× Platin                                                              | 7.000.000   |
| Vereinigtes Königreich (BPI) | 10× Platin                                                             | (2.980.000) |
| Insgesamt                    | 3× Gold · 130× Platin · 2× Diamant ·                                   | 19.345.000  |

Hauptartikel: Spice Girls/Auszeichnungen für Musikverkäufe